# Brett Vana
Brett Vana (* 27. April 1973) ist ein US-amerikanischer Basketballtrainer.

## Werdegang
Als Spieler gehörte Vana in seinem Heimatland der Mannschaft des Lake Erie College im Bundesstaat Ohio an, während er an der Hochschule ein Chemiestudium durchlief.
Er begann seine Trainerlaufbahn im Spieljahr 1997/98 als Co-Trainer an der Providence Day High School in Charlotte (US-Bundesstaat North Carolina). Als solcher war er ein Jahr tätig, hernach gehörte er 1998/99 als studentische Hilfskraft zum Stab der Basketballmannschaft der Western Kentucky University.
Vana ging 1999 in die Schweiz und wurde Trainer beim Zweitligisten BC KZO Wetzikon. 2001 übernahm er in dem Land das Traineramt bei den Zürich Blue Wings, die sich aus den BC Zürich Academica und dem BC KZO Wetzikon gebildet hatten und unter Vanas Leitung den Aufstieg in die Nationalliga A anstrebten. Auf sportlichem Wege wurde der Aufstieg knapp verpasst, dennoch erhielt Vana mit Zürich für die Saison 2002/03 das Teilnahmerecht für die Nationalliga A, da sich ein anderer Verein zurückzog.
Vana betreute die Züricher auch im Spieljahr 2002/03 in der höchsten Liga der Schweiz. Seine Mannschaft lag auf dem letzten Tabellenplatz, als Vana Anfang Dezember 2002 im Spiel gegen Spitzenreiter Fribourg Olympic als Spielertrainer auch auf dem Feld mitwirkte. In dieser Begegnung zog sich Vana im Knie einen dreifachen Bänderriss zu.
Im Spieljahr 2005/06 war Vana Assistenztrainer bei den Birstal Starwings in der Schweizer Nationalliga A. Er wechselte anschließend nach Deutschland und war 2006/07 Cheftrainer beim TV Lich in der 2. Bundesliga.
Der dänische Serienmeister Bakken Bears verpflichtete Vana im Vorfeld der Saison 2007/08 als Cheftrainer, doch bereits Ende Oktober 2007 kam es zur Trennung. Vana betreute Bakken in drei Liga- und in einem Pokalspiel. Ab Dezember 2007 war Vana als Trainer beim BC Korac Zürich in der Schweiz tätig.
Später kehrte Vana in sein Heimatland zurück. An der Champions Academy in Indianapolis war er als Trainer beschäftigt. Von 2011 bis 2013 betreute er die Damen des Louisburg College in North Carolina als Cheftrainer und führte sie 2013 zum Gewinn des Meistertitels in der zweiten Division der National Junior College Athletic Association (NJCAA), nachdem man 2012 bereits in der Vorschlussrunde gestanden hatte.
Er blieb im weiblichen Basketballsport beschäftigt und wechselte im Sommer 2013 als Assistenztrainer an die Weber State University. Vana blieb dort zwei Jahre, 2015 trat er an der Northwestern Oklahoma State University das Amt des Damen-Cheftrainers an. Im Februar 2016 wurde Vana von der Aufgabe entbunden.
Im selben Jahr wurde Vana als Talentsichter für den Anbieter Blue Star Basketball tätig. Hernach gehörte er als Assistenztrainer dem Stab der Damen-Hochschulauswahl der Chicago State University an, im Sommer 2019 trat Vana seinen Dienst als Leiter des Hochschulleistungssports am Independence Community College im Bundesstaat Kansas an.
Im Spieljahr 2022/23 war er als Assistenztrainer daran beteiligt, dass die Damen des Knox College (Bundesstaat Illinois) mit 22 Siegen und sechs Niederlagen das beste Saisonergebnis ihrer bisherigen Geschichte erreichten. Er wechselte anschließend zur Saison 2023/24 an die Millersville University (Bundesstaat Pennsylvania), an der Vana Damen-Assistenztrainer wurde.